# Szomód
Szomód (németül Sammet) község Komárom-Esztergom vármegyében, a Tatai járásban.

## Fekvése
Komárom-Esztergom vármegyében, Tata szomszédságában fekvő település. Tata 3, Dunaszentmiklós 5, Neszmély 12 kilométer távolságra található. A településen áthalad az 1-es főút és (megállóhely nélkül) a Budapest–Hegyeshalom–Rajka-vasútvonal, területét érinti az 1129-es út és egy rövid szakaszon az 1128-as út is, Dunaszentmiklóssal pedig a 11 136-os út köti össze (ez az út tovább is vezet, Neszmélyig, de az a szakasza már önkormányzati út).

## Története
A körülbelül kétezer lelket számláló Szomód a rézkortól folyamatosan lakott település. Neve a Zomol személynévből alakult d-képzővel.
A legjelentősebb ókori kultúra a rómaiaké volt, erről feliratos kövek tanúskodnak.
Az akkor Zumuld alakban szereplő községet 1225-ben említik először oklevelek, ekkor II. András megerősíti (Miskolc nemzetségbeli) Bors ispán adományát a borsmonostori apátságnak. 1233-ban azonban visszaszerezte, s (Csák nemzetségbeli) Pousnak adta el, oly módon, hogy a monostort másutt kárpótolta. A szomszédos SÁR határleírásában 1233-ban még Pous fia Vgrin és a majki prépost van birtokosaként jelölve. 1327-ben már (Kácsik nemzetségbeli) Szécsényi Frank fia Farkas és annak fiai osztoznak felette, majd a tatai vár tartozékaként említik a krónikák.
A Rozgonyi család tulajdonolta későbbiekben a népes "Villa Zomold"-ot, amely a tatai plébánia filiáléja.
1543-ban Tata elfoglalásával egyidőben Szomód is elpusztult. Érdekes módon a XVII. században Tisza-melléki református magyarok leltek otthonra e vidéken és az ezt követő időszakban leginkább gróf Esterházy József telepítő tevékenységének köszönhetően szült feszültségeket. A betelepített württembergi katolikusok ugyanis olyan előjogokat kaptak a birtokostól, amely méltán sértette a protestáns vallású lakosságot. Ezt a két hitközösség templomának felépítési időpontja is jelzi, hiszen a míg a katolikus németek is megérkezésük után harmincöt évvel, addig a reformátusok csupán 1889-től gyakorolhatták vallásukat saját templomukban.
A mezőgazdasági termelésből élő település a szántóföldjein búzát, a napsütéses dombok szőlőföldjein jó minőségű bort termeltek. A vallási ellentétek elsimulása után a falu társadalmi élete is új lendületet kapott. A civil szervezetek sorát az Önkéntes Tűzoltó Egyesület nyitotta, de felekezeti énekkarok és gazdakör is alakultak.
A második világháború a községben súlyos károkat okozott.
Az 1974-től Dunaszentmiklóssal közös tanács igazgatása alatt álló Szomód csak a rendszerváltás után, 1990-ben vált ismét önállóvá.
Az 1960-as évekbeni felmérésekhez viszonyítva a lakosság iskolázottsága meghaladja a megyei mutatókat. A településen lakók közül minden negyedik érettségi bizonyítvánnyal rendelkezik, de jelentősen nőtt a diplomások száma is. Ma a munkaképes korú lakosság mintegy négyötöde főként Tatára kénytelen ingázni.
Már építés alatt áll a Szomódot Tatával összekötő 800 méter hosszúságú kerékpárút. A kerékpárút bruttó 66 millió forintos költségből valósul meg. A távolabbi jövőben pedig egy faluház kialakítása szerepel a tervekben.
A falu műemlékei leginkább a barokk kort és az Eszterházyak tevékenységét idézik, hiszen Fellner Jakab építész tervei nyomán épült a római katolikus templom 1775 és 1778 között, míg az itt található szobor a XVIII. század első feléből való. A közeli Betlehem-pusztára az erdészház miatt érdemes kilátogatni, de a református templom kertjében található, műemlékjellegű kőkeresztet is érdemes megnézni.

## Közélete

### Polgármesterei
- 1990–1994: Grúber Miklós Csaba (független)[4]
- 1994–1998: Grúber Miklós Csaba (független)[5]
- 1998–2002: Grúber Miklós Csaba (független)[6]
- 2002–2006: Grúber Miklós Csaba (független)[7]
- 2006–2008: Suvadáné Végh Katalin (független)[8]
- 2009–2010: Cellár József (független)[9]
- 2010–2014: Cellár József (független)[10]
- 2014–2019: Cellár József (független)[11]
- 2019–2024: Cellár József (független)[12]
- 2024– : Cellár József (független)[1]

A településen 2009. március 1-jén időközi polgármester-választást (és képviselő-testületi választást) kellett tartani, az előző képviselő-testület önfeloszlatása miatt. A választáson a hivatalban lévő polgármester is elindult, de három jelölt közül csak a második helyet tudta elérni.

## Népesség
A település népességének változása:
| Lakosok száma | 2005 | 2024 | 2004 | 2209 | 2342 | 2304 | 2326 |
|               | 2013 | 2014 | 2015 | 2021 | 2022 | 2023 | 2024 |

A 2011-es népszámlálás során a lakosok 87,1%-a magyarnak, 0,9% cigánynak, 11% németnek, 0,2% románnak, 0,3% szlováknak mondta magát (12,6% nem nyilatkozott; a kettős identitások miatt a végösszeg nagyobb lehet 100%-nál). A vallási megoszlás a következő volt: római katolikus 41,7%, református 20%, evangélikus 0,4%, görögkatolikus 0,3%, felekezeten kívüli 15,1% (21,7% nem nyilatkozott).
2022-ben a lakosság 92,1%-a vallotta magát magyarnak, 6,6% németnek, 0,3% cigánynak, 0,2% ukránnak, 0,2% szlováknak, 0,2% románnak, 0,1% görögnek, 2,2% egyéb, nem hazai nemzetiségűnek (7,9% nem nyilatkozott; a kettős identitások miatt a végösszeg nagyobb lehet 100%-nál). Vallásuk szerint 25,1% volt római katolikus, 15% református, 0,3% evangélikus, 0,3% görög katolikus, 0,1% izraelita, 0,1% ortodox, 0,2% egyéb keresztény, 1,6% egyéb katolikus, 19,6% felekezeten kívüli (37,7% nem válaszolt).

## Nevezetességei

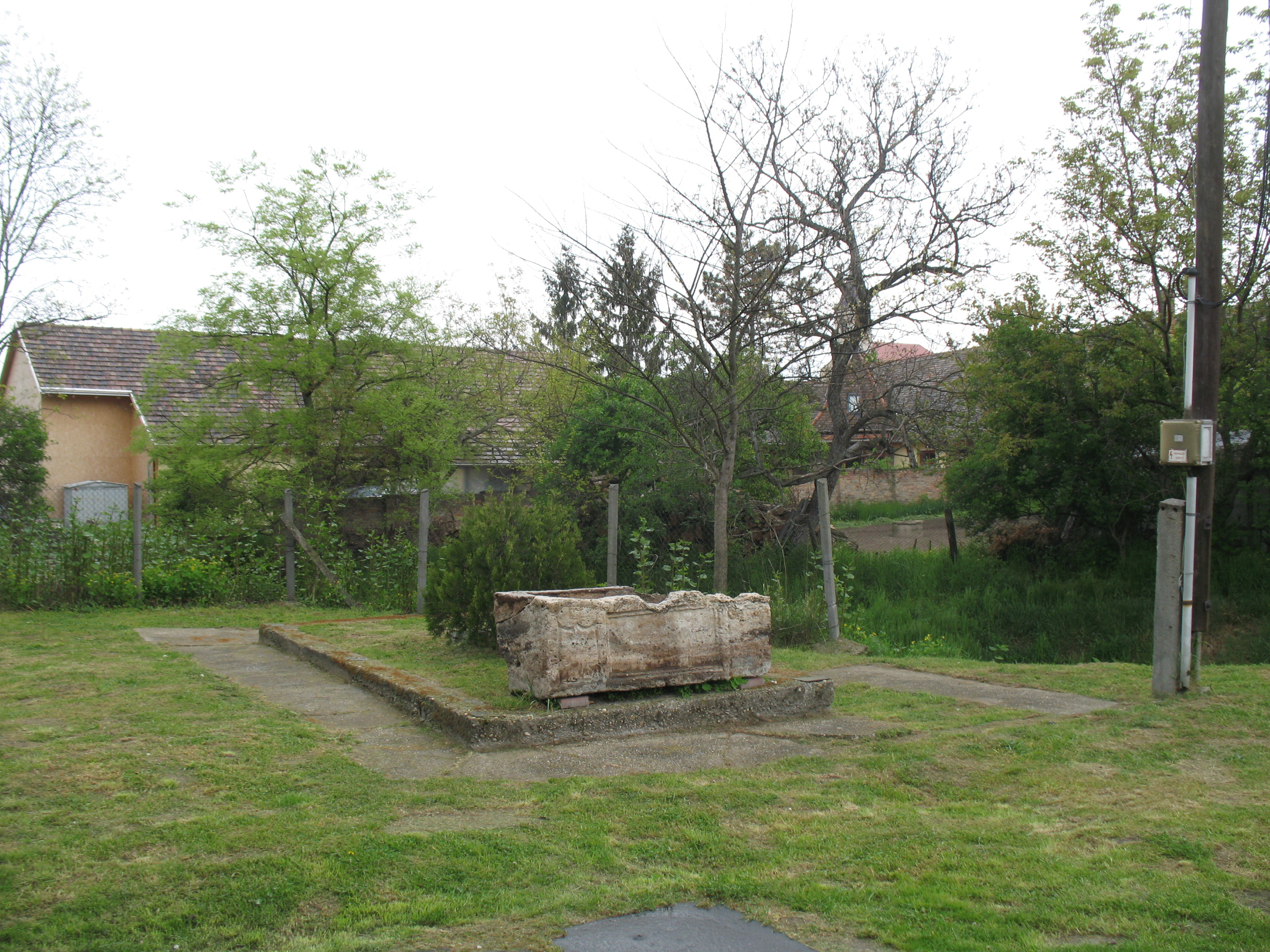
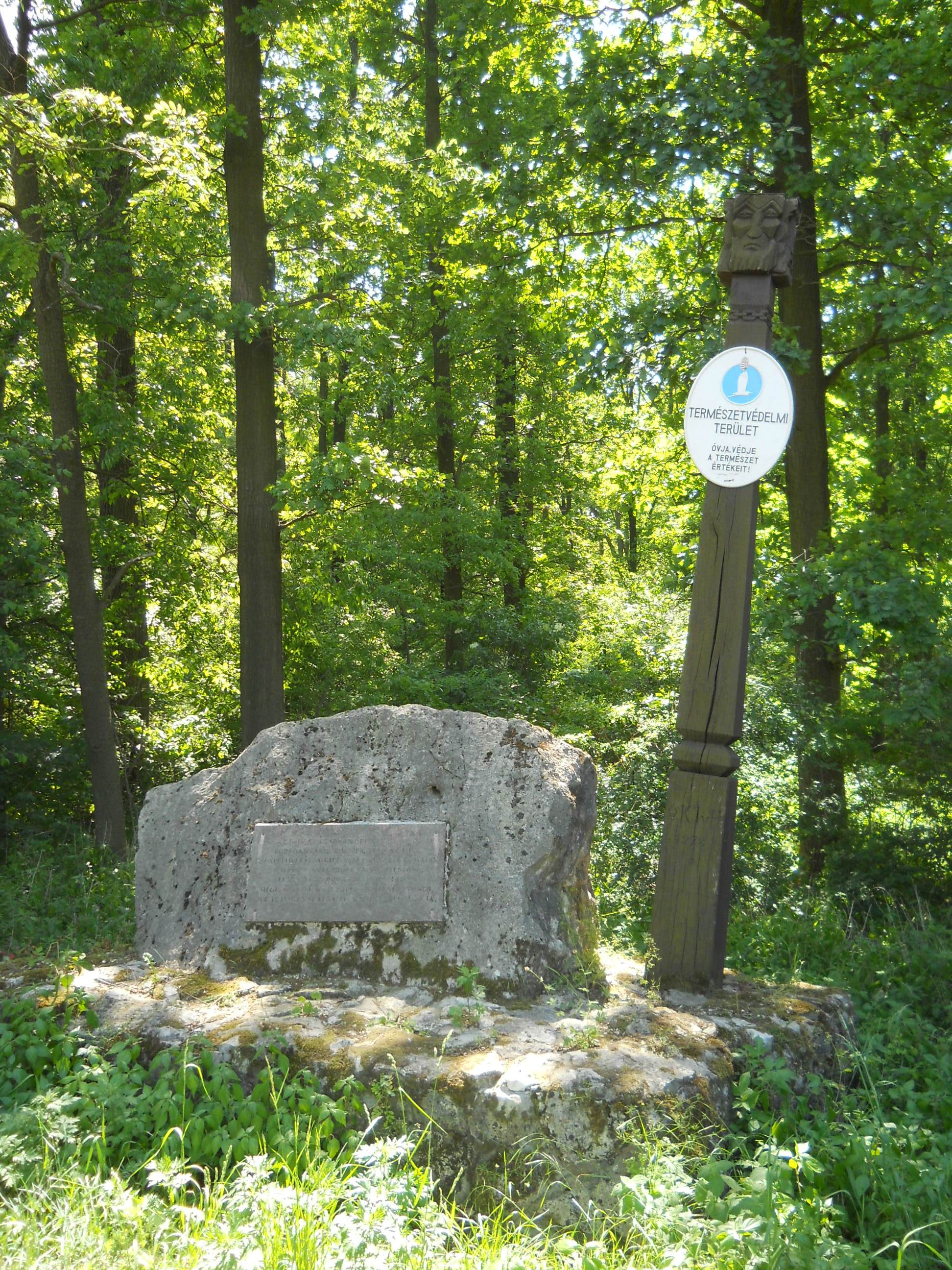
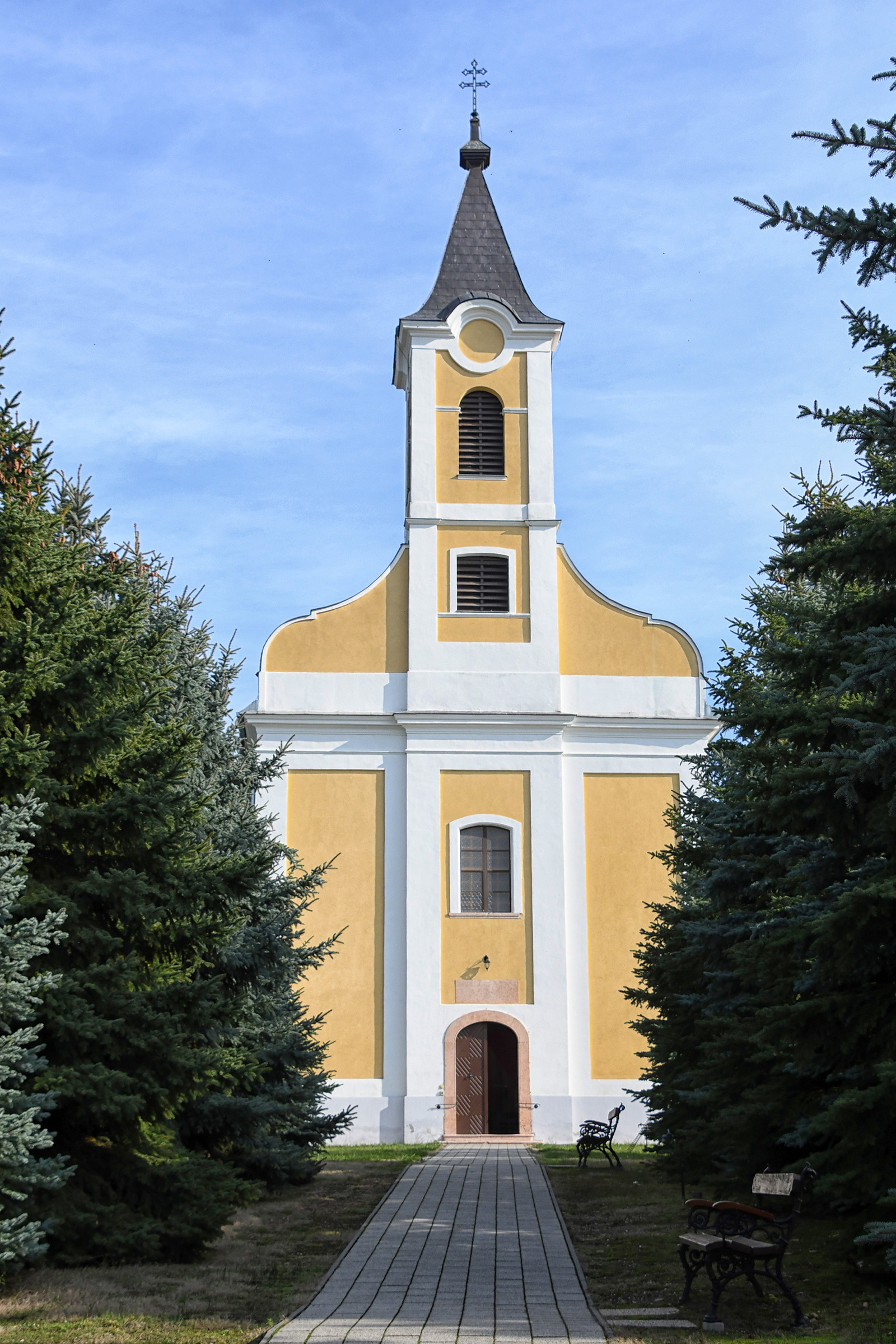

- Római katolikus temploma  1775 és 1778 között épült barokk stílusban, a kor híres építésze Fellner Jakab tervei alapján.
- Református kőtemploma 1786-ban épült. Ezt megelőzően sövénytemplomaik voltak.[16]
- A rómaiak által épített kőhordó út, melyen keresztül a környék – köztük Brigetio (Szőny) – építkezéseihez szállították a követ. Ma emléktábla jelöli helyét.
- A tatai MH 25. Klapka György Lövészdandár helyőrségi lőtere is itt található. 2006 óta a dandár szakértői engedéllyel és szigorú területkorlátokkal végezhet 82 mm-es aknavető-lövészetet is, így nem kell a Várpalota melletti csörlőházi tüzérségi lőtérre menniük.

## Természeti értékei
A falu határában április- május hónapban mezőnyi foltokban virít a ma már védett apró nőszirom, de tömegesen virít itt a védettséget érdemlő árvalányhaj is.